# Finale de la Coupe d'Afrique des nations de football 1957
Navigation
Finale de la CAN
1959
La finale de la CAN 1957 est un match de football qui a eu lieu le 16 février 1957, au Stade municipal de Khartoum, au Soudan, pour déterminer le vainqueur de la Coupe d'Afrique des Nations 1957. L'Égypte a battu l'Éthiopie 4-0 avec un quadruplé de Ad-Diba, pour gagner sa première Coupe d'Afrique.

## Feuille de match
| 16 février 1957 | Égypte                | 4 – 0 | Éthiopie | Stade municipal, Khartoum                        |                                                  |
|                 | Ad-Diba 2e 7e 68e 89e |       |          | Spectateurs : 30 000 Arbitrage : Mohamed Youssef | Spectateurs : 30 000 Arbitrage : Mohamed Youssef |
|                 | Rapport               |       |          | Spectateurs : 30 000 Arbitrage : Mohamed Youssef | Spectateurs : 30 000 Arbitrage : Mohamed Youssef |

| Égypte | Éthiopie |

| Égypte       |  |                       |
| G            |  | Brascos               |
| D            |  | Nour El-Dali          |
| D            |  | Mosaad Daoud          |
| D            |  | Rifaat El-Fanageely   |
| D            |  | Hanafi Bastan         |
| M            |  | Samir Qotb            |
| M            |  | Ibrahim Tawfik        |
| A            |  | Ad-Diba               |
| A            |  | Raafat Attia          |
| A            |  | Alaa El Hamouly       |
| A            |  | Mohammed Abdel-Fattah |
| Entraîneur : |  |                       |
| Mourad Fahmy |  |                       |

| Éthiopie        |  |                           |
|                 |  |                           |
| G               |  | Gila-Michael Tekle-Mariam |
|                 |  | Adale Tekle Selassie      |
|                 |  | Girmaye Fikre Mariam      |
|                 |  | Mohammed Ibrahim          |
|                 |  | Ayele Tessema             |
|                 |  | Adamu Alemu               |
|                 |  | Netsere Wolde Selassie    |
|                 |  | Zewde Samuel              |
|                 |  | Kebede Metaferia          |
|                 |  | Asefaw Berhane            |
|                 |  | Tekeste Goitom            |
| Sélectionneur : |  |                           |
| Inconnu         |  |                           |

|  |